# En Directo (Box Set de Héroes del Silencio)
En Directo Box Set también llamado Flor de Loto Box o Héroes del Silencio: En Directo, es una caja recopilatoria publicada por el grupo de rock Héroes del Silencio en 1994, la caja contiene en formato VHS el concierto celebrado en Madrid en el Palacio de los Deportes el 16 de junio de 1993, grabado por TVE, un sencillo en CD en el cual se incluye Flor de Loto en directo y en versión radiable, con dos versiones en acústico de La Herida y Mar Adentro, y, por último un libro con artículos y documentaciones.

## Contenido

### VHS (Directo en el Palacio de Deportes de Madrid el 16 de junio de 1993)
Todos los temas compuestos por Héroes del Silencio.
| #   | Canción                  | Duración |
| --- | ------------------------ | -------- |
| 1.  | "Intro/Maldito Duende"   | 6:28     |
| 2.  | "El Mar No Cesa"         | 3:46     |
| 3.  | "Hechizo"                | 4:28     |
| 4.  | "Flor de Loto"           | 6:20     |
| 5.  | "Oración"                | 4:31     |
| 6.  | "Tumbas de Sal"          | 5:18     |
| 7.  | "Hace Tiempo"            | 4:52     |
| 8.  | "Entre Dos Tierras"      | 5:47     |
| 9.  | "Bendecida"              | 5:48     |
| 10. | "La Herida"              | 6:34     |
| 11. | "Sangre Hirviendo/Outro" | 6:16     |

### Sencillo en CD
| #  | Canción                    |
| -- | -------------------------- |
| 1. | Flor de Loto (Directo)     |
| 2. | La Herida (Acústico MTV)   |
| 3. | Mar Adentro (Acústico MTV) |
| 4. | Flor de Loto (Edit)        |

### Libro
*Contiene un artículo y entrevista de Tomás Fernando Flores y documentación del departamento de prensa EMI-ODEON.